# 1990年イギリスグランプリ
1990年イギリスグランプリ (英: 1990 British Grand Prix) は、1990年F1世界選手権の第8戦として、1990年7月15日にシルバーストン・サーキットで決勝レースが開催された。

## 概要
リカルド・パトレーゼがF1通算200戦に到達。デビューレースはシャドウから出場した1977年モナコGP。14年かけての大記録達成となった。
開幕以来予備予選落ちを続けてきたコローニは、このレースを最後に富士重工業（スバル）との関係を解消。スバル製水平対向12気筒エンジンは一度も決勝を走ることなくF1から姿を消した。

## 予選
フェラーリのナイジェル・マンセルがひとりだけ1分7秒台をマークし、フランスGPに続いて2戦連続ポールポジションを獲得。マンセルはそれまで（ヨーロッパGPも含め）母国開催のグランプリで3勝していたが、PP獲得は今回が初めて。
予備予選を1・2位で通過したラルースは本予選でも好調で、ベネトンを押しのけ、エリック・ベルナールと鈴木亜久里が10番グリッド以内につけた。

### 予備予選結果
| 順位 | No | ドライバー               | コンストラクター       | タイム   | 差      |
| ---- | -- | ------------------------ | ---------------------- | -------- | ------- |
| 1    | 29 | エリック・ベルナール     | ローラ・ランボルギーニ | 1'10.254 | —       |
| 2    | 30 | 鈴木亜久里               | ローラ・ランボルギーニ | 1'11.128 | +0.874  |
| 3    | 17 | ガブリエル・タルキーニ   | AGS・フォード          | 1'11.516 | +1.262  |
| 4    | 14 | オリビエ・グルイヤール   | オゼッラ・フォード     | 1'11.953 | +1.699  |
| DNPQ | 33 | ロベルト・モレノ         | ユーロブルン・ジャッド | 1'12.554 | +2.300  |
| DNPQ | 18 | ヤニック・ダルマス       | AGS・フォード          | 1'12.653 | +2.399  |
| DNPQ | 34 | クラウディオ・ランジェス | ユーロブルン・ジャッド | 1'15.059 | +4.805  |
| DNPQ | 31 | ベルトラン・ガショー     | コローニ・スバル       | 1'19.230 | +8.976  |
| DNPQ | 39 | ブルーノ・ジャコメリ     | ライフ                 | 1'25.947 | +15.693 |

### 予選結果
| 順位 | No | ドライバー                 | コンストラクター         | タイム   | 差     |
| ---- | -- | -------------------------- | ------------------------ | -------- | ------ |
| 1    | 2  | ナイジェル・マンセル       | フェラーリ               | 1'07.428 | —      |
| 2    | 27 | アイルトン・セナ           | マクラーレン・ホンダ     | 1'08.071 | +0.643 |
| 3    | 28 | ゲルハルト・ベルガー       | マクラーレン・ホンダ     | 1'08.246 | +0.818 |
| 4    | 5  | ティエリー・ブーツェン     | ウィリアムズ・ルノー     | 1'08.291 | +0.863 |
| 5    | 1  | アラン・プロスト           | フェラーリ               | 1'08.336 | +0.908 |
| 6    | 4  | ジャン・アレジ             | ティレル・フォード       | 1'08.370 | +0.942 |
| 7    | 6  | リカルド・パトレーゼ       | ウィリアムズ・ルノー     | 1'08.677 | +1.249 |
| 8    | 29 | エリック・ベルナール       | ローラ・ランボルギーニ   | 1'09.003 | +1.575 |
| 9    | 30 | 鈴木亜久里                 | ローラ・ランボルギーニ   | 1'09.243 | +1.815 |
| 10   | 16 | イヴァン・カペリ           | レイトンハウス・ジャッド | 1'09.308 | +1.880 |
| 11   | 20 | ネルソン・ピケ             | ベネトン・フォード       | 1'09.407 | +1.979 |
| 12   | 3  | 中嶋悟                     | ティレル・フォード       | 1'09.608 | +2.180 |
| 13   | 19 | アレッサンドロ・ナニーニ   | ベネトン・フォード       | 1'09.641 | +2.213 |
| 14   | 12 | マーティン・ドネリー       | ロータス・ランボルギーニ | 1'09.741 | +2.313 |
| 15   | 15 | マウリシオ・グージェルミン | レイトンハウス・ジャッド | 1'10.044 | +2.616 |
| 16   | 11 | デレック・ワーウィック     | ロータス・ランボルギーニ | 1'10.092 | +2.664 |
| 17   | 10 | アレックス・カフィ         | アロウズ・フォード       | 1'10'110 | +2.682 |
| 18   | 23 | ピエルルイジ・マルティニ   | ミナルディ・フォード     | 1'10.303 | +2.875 |
| 19   | 21 | エマニュエル・ピロ         | ダラーラ・フォード       | 1'10.847 | +3.419 |
| 20   | 8  | ステファノ・モデナ         | ブラバム・ジャッド       | 1'11.070 | +3.642 |
| 21   | 25 | ニコラ・ラリーニ           | リジェ・フォード         | 1'11.180 | +3.752 |
| 22   | 26 | フィリップ・アリオー       | リジェ・フォード         | 1'11.215 | +3.787 |
| 23   | 22 | アンドレア・デ・チェザリス | ダラーラ・フォード       | 1'11.234 | +3.806 |
| 24   | 24 | パオロ・バリッラ           | ミナルディ・フォード     | 1'11.387 | +3.959 |
| 25   | 9  | ミケーレ・アルボレート     | アロウズ・フォード       | 1'11.562 | +4.134 |
| 26   | 17 | ガブリエル・タルキーニ     | AGS・フォード            | 1'11.681 | +4.253 |
| DNQ  | 14 | オリビエ・グルイヤール     | オゼッラ・フォード       | 1'11.710 | +4.282 |
| DNQ  | 7  | デビッド・ブラバム         | ブラバム・ジャッド       | 1'11.741 | +4.313 |
| DNQ  | 36 | J.J.レート                 | オニクス・フォード       | 1'12.631 | +5.203 |
| DNQ  | 35 | グレガー・フォイテク       | オニクス・フォード       | 1'13.271 | +5.843 |
| 出典 |    |                            |                          |          |        |

## 決勝
フォーメーションラップ開始時に2台が動き出せず、ピケは最後尾スタートにまわったが、グージェルミンはそのままリタイアとなった。

フェラーリ・641/2をドライブするマンセル

スタートは2番グリッドのセナの出足が鋭く、PPのマンセルをかわしてトップに立つ。序盤はセナ、マンセル、ベルガーの3台が先行し、やや遅れてブーツェンとプロストが続く。11周目、最終シケイン「ルフィールド」でマンセルがセナをかわしてトップに浮上。抜かれたセナは13周目の1コーナー「コプス」で高速スピン。痛めたタイヤを交換するためピットインし、10位に後退した。15周目、プロストがブーツェンをかわして3位。フランスGP2位のカペリが後方から追い上げ、さらにピケが最後尾から急ピッチで挽回してきた。
首位のマンセルはセミATギアボックスの不調で速度が鈍り、22周目にベルガーに抜かれて2位に後退。しかし、トラブルが回復すると、28周目にベルガーを抜き返した。レース中盤、ペースを上げてきたプロストが31周目にベルガーをかわし、43周目にはチームメイトのマンセルもハンガーストレートでかわしてトップに出た。好調カペリはブーツェンに続けてベルガーもオーバーテイクして3位に上昇したが、燃料ポンプの問題で49周目にリタイアした。2位マンセルはギアボックストラブルが再発し、56周目にコースサイドでマシンを止めると、落胆する観客席に向けてグローブを投げ込んだ。これで2位に戻ったベルガーも、残り4周でマシンがストップした。
プロストは独走でトップチェッカーを受け、メキシコ・フランスに続いて破竹の3連勝を達成。1990年シーズンの折り返し地点で、セナを抜いてポイントランキング首位に立った。3位表彰台のセナはマクラーレン・MP4/5Bの不安定なハンドリングに不満を募らせた。
ラルースは4位ベルナール、6位鈴木がダブル入賞し、シーズン後半戦はリジェと入れ替わりで予備予選組から抜けられることになった。鈴木はタイヤのパンクでピットインし入賞圏内から外れたが、ベルガーのリタイアで嬉しいF1初ポイント獲得となった。
レース後、私服に着替えたマンセルは記者たちの前で寂しげに「今シーズン限りでの引退」を表明した（その後撤回し、1991年はウィリアムズへ復帰する）。

### 決勝結果
| 順位 | No | ドライバー                 | コンストラクター         | 周回 | タイム/リタイア | グリッド | ポイント |
| ---- | -- | -------------------------- | ------------------------ | ---- | --------------- | -------- | -------- |
| 1    | 1  | アラン・プロスト           | フェラーリ               | 64   | 1:18'30.999     | 5        | 9        |
| 2    | 5  | ティエリー・ブーツェン     | ウィリアムズ・ルノー     | 64   | +39.092         | 4        | 6        |
| 3    | 27 | アイルトン・セナ           | マクラーレン・ホンダ     | 64   | +43.088         | 2        | 4        |
| 4    | 29 | エリック・ベルナール       | ローラ・ランボルギーニ   | 64   | +1'15.302       | 8        | 3        |
| 5    | 20 | ネルソン・ピケ             | ベネトン・フォード       | 64   | +1'24.003       | 11       | 2        |
| 6    | 30 | 鈴木亜久里                 | ローラ・ランボルギーニ   | 63   | +1 Lap          | 9        | 1        |
| 7    | 10 | アレックス・カフィ         | アロウズ・フォード       | 63   | +1 Lap          | 17       |          |
| 8    | 4  | ジャン・アレジ             | ティレル・フォード       | 63   | +1 Lap          | 6        |          |
| 9    | 8  | ステファノ・モデナ         | ブラバム・ジャッド       | 62   | +2 Laps         | 20       |          |
| 10   | 25 | ニコラ・ラリーニ           | リジェ・フォード         | 62   | +2 Laps         | 21       |          |
| 11   | 21 | エマニュエル・ピロ         | ダラーラ・フォード       | 62   | +2 Laps         | 19       |          |
| 12   | 24 | パオロ・バリッラ           | ミナルディ・フォード     | 62   | +2 Laps         | 24       |          |
| 13   | 26 | フィリップ・アリオー       | リジェ・フォード         | 61   | +3 Laps         | 22       |          |
| 14   | 28 | ゲルハルト・ベルガー       | マクラーレン・ホンダ     | 60   | スロットル      | 3        |          |
| Ret  | 2  | ナイジェル・マンセル       | フェラーリ               | 55   | ギアボックス    | 1        |          |
| Ret  | 16 | イヴァン・カペリ           | レイトンハウス・ジャッド | 48   | 燃料漏れ        | 10       |          |
| Ret  | 12 | マーティン・ドネリー       | ロータス・ランボルギーニ | 48   | エンジン        | 14       |          |
| Ret  | 11 | デレック・ワーウィック     | ロータス・ランボルギーニ | 46   | エンジン        | 16       |          |
| Ret  | 17 | ガブリエル・タルキーニ     | AGS・フォード            | 41   | エンジン        | 26       |          |
| Ret  | 9  | ミケーレ・アルボレート     | アロウズ・フォード       | 37   | エンジン        | 25       |          |
| Ret  | 6  | リカルド・パトレーゼ       | ウィリアムズ・ルノー     | 26   | シャシー        | 7        |          |
| Ret  | 3  | 中嶋悟                     | ティレル・フォード       | 20   | 電気系          | 12       |          |
| Ret  | 19 | アレッサンドロ・ナニーニ   | ベネトン・フォード       | 15   | 接触            | 13       |          |
| Ret  | 22 | アンドレア・デ・チェザリス | ダラーラ・フォード       | 12   | 燃料システム    | 23       |          |
| Ret  | 23 | ピエルルイジ・マルティニ   | ミナルディ・フォード     | 3    | オルタネーター  | 18       |          |
| DNS  | 15 | マウリシオ・グージェルミン | レイトンハウス・ジャッド | 0    | 燃料ポンプ      | 15       |          |
| 出典 |    |                            |                          |      |                 |          |          |

## レース後の選手権順位
| 順位 | ドライバー             | ポイント |
| ---- | ---------------------- | -------- |
| 1    | アラン・プロスト       | 41       |
| 2    | アイルトン・セナ       | 39       |
| 3    | ゲルハルト・ベルガー   | 25       |
| 4    | ネルソン・ピケ         | 18       |
| 5    | ティエリー・ブーツェン | 17       |
| 出典 |                        |          |

| 順位 | コンストラクター    | ポイント |
| ---- | ------------------- | -------- |
| 1    | マクラーレン-ホンダ | 64       |
| 2    | フェラーリ          | 54       |
| 3    | ウィリアムズ-ルノー | 27       |
| 4    | ベネトン-フォード   | 25       |
| 5    | ティレル-フォード   | 14       |
| 出典 |                     |          |

- 注記：ランキング上位5位まで記載。